# Sidastrum quinquenervium
Sidastrum quinquenervium är en malvaväxtart som först beskrevs av Duchassaing, José Jéronimo Triana och Planchon, och fick sitt nu gällande namn av E. G. Baker. Sidastrum quinquenervium ingår i släktet Sidastrum och familjen malvaväxter. Inga underarter finns listade i Catalogue of Life.